# Mi ex me tiene ganas
Mi ex me tiene ganas es una telenovela, creada por Martín Hahn y producida por Sandra Rioboó para la cadena Venevisión en 2012. Distribuida Internacionalmente por Venevisión Internacional.
Protagonizada por Daniela Alvarado y Luciano D' Alessandro, con Norkys Batista, Lilibeth Morillo y Winston Vallenilla; y con las participaciones antagónicas de  Carlos Montilla, Guillermo García Alvarado, Miguel Ferrari, Eileen Abad y Jonathan Montenegro. Cuenta además con las actuaciones estelares de Amanda Gutiérrez e Hilda Abrahamz y la participación especial de Carolina Perpetuo.
Las filmaciones comenzaron el 9 de febrero de 2012. Los promocionales de la telenovela comenzaron a salir el 8 de abril de 2012. El estrenó fue el 16 de mayo de 2012 en el horario de las 9pm por la cadena Venevisión, y finalizó el 5 de diciembre de 2012. Antes de su estreno, se realizó un antesala con el elenco de la telenovela.

## Sinopsis
Mi ex me tiene ganas es una comedia romántica con una dosis de misterio. Una propuesta diferente que abarca el romance, el suspenso, el drama y la comedia en una sola historia. Tres amigas, tres relatos, tres vidas, tres exparejas y un solo propósito: hacer renacer de las cenizas un amor del pasado.
En una ciudad cosmopolita viven tres amigas: Pilar La Roca, Miranda Atenas y Soledad Linares. Para Pilar, es insólito que su expareja dejara de ser el mamarracho que ella amó, para convertirse en un exitoso profesional de gran personalidad. La posibilidad de revivir el fuego de las cenizas cruzó por su mente, pero ¿sería esta una buena idea, teniendo en cuenta que su ex interrumpió su boda? Miranda es una modelo que se reencuentra con su exmarido. Casada ahora con un hombre multimillonario, Miranda extraña la pasión desenfrenada de su ex. La tentación es muy fuerte, pero… ¿Valdrá la pena? Soledad es una mujer divorciada que vive supeditada al hogar y se consigue con un examante que se ha convertido en un modelo de ropa interior masculina. Un joven que viene con la promesa de liberarla de la rutina. ¿Un riesgo que vale la pena vivir?
Tres mujeres que se han tropezado con los hombres que las hicieron infelices en el pasado, pero que ahora se aparecen como promesas de felicidad. Esta es la historia de tres amores reincidentes, de tres parejas que decidieron darse una segunda oportunidad para ver si ahora son capaces de superar los inconvenientes, que en el pasado, las llevaron a una ruptura. Es la historia de tres amigas que tienen su vida resuelta hasta que una de ellas se ve involucrada en un extraño caso de desaparición.
En la medida en que ellas van investigando el misterio que envuelve este hecho, cambia el rumbo de sus vidas porque sus exparejas interrumpen para arrastrarlas en un laberinto de sentimiento encontrados. Tres historias de amor, comedia y suspenso donde se hace necesario desenmarañar los propósitos de un alma oscura que no permitirá que se saque a la luz su más profundo secreto.

## Reparto
- Daniela Alvarado - Pilar La Roca de Mena / de Prada "Lalo"
- Luciano D' Alessandro - Alonso Prada
- Guillermo García Alvarado - Cornelio Mena
- Norkys Batista - Miranda Atenas de Miller
- Carlos Montilla - Kevin Miller
- Winston Vallenilla - Espartaco San Segundo
- Lilibeth Morillo - Soledad Linares de Cordero
- Miguel Ferrari - Jaime Cordero
- Jonathan Montenegro - Pablo Naranjo
- Eileen Abad - Karen Miller Holt de Prada
- Amanda Gutiérrez - Dolores de La Roca
- Caridad Canelón - Felipa Franco
- Crisol Carabal - Amanda Atenas
- Hilda Abrahamz - Lucrecia Holt Miller
- Gustavo Rodríguez - Valentín La Roca
- Carolina Perpetuo - Antonia París
- Miguel de León - Franco Rosas
- Mariaca Semprún - Talía Flores
- Sheryl Rubio - Stefany Miller Holt
- Rolando Padilla - Bautista Zorrilla
- Gabriel López - Germán Zorrilla Franco
- Susej Vera - Rebeca Patiño "La Queca"
- Kerly Ruiz - Kristel Manzano
- Martín Brassesco - Gustavo Rivas
- Saúl Marín - Jesús Muñóz "El Negro"
- Martha Track - Doris Espino
- Andreína Carbo - Patricia Solorzano "Pichi"
- César Flores - Antonio Flores "Toti"
- Meisbel Rangel - Andrea La Roca
- Carla García - Helena Cordero Linares
- Bárbara Díaz - Georgina Cordero Linares
- Carlos Dos Santos - Enrique Prada Miller "Kike"
- Dylan Gabriel Sánchez - Ángel San Segundo Patiño / Ángel Miller Atenas / Christopher Rosas París

### Actuaciones Especiales
- Esther Orjuela - Zoraida Ortiz
- Rosalinda Serfaty - Claudia Casanova
- Eulalia Siso - Emma Colorado
- Daniel Rodríguez - Dr. Almeida
- Alexander Montilla - Siso
- Flor Elena González - Margot Londoño
- Juan Carlos García - Bruno Lincuestenin
- Javier Paredes - Alirio Lobo
- Gonzalo Cubero - Shaman
- Alejo Felipe - Lorenzo Estrada
- Marisol Matheus - Esposa de Lorenzo Estrada
- María Fernanda Pita - Valery Estrada
- Luis Perdomo - Él mismo
- Gustavo Silva - Francisco Hernández
- Paula Woyzechowsky - Verónica Alvarado
- Antonio Delli - Detective José Ernesto Navas
- Ivette Domínguez - Victoria "Vicky" Aurora Patiño
- Margarita Hernández - Carlota Naranjo
- Dolores Heredia - Margarita Lobo
- Luis Moro - Juez Carlos Urbina
- Jeinar Moreno - Jenny
- Dora Mazzone - Petra París
- Julie Restifo - Clara Sotillo
- Liliana Rodríguez - Martha Skott
- Alejandro Mata - Gerson
- Edgard Serrano - Osuna
- Javier Vidal - Agustín Prada
- Josué Villaé - Santiago Estrada
- Richard Orozco - Oficial León Guzmán
- Hendrick Bages - Josué
- Virginia Urdaneta - Jueza del fallo de Angelito
- Carmen Alicia Lara - Magdalena Peña
- Raquel Suárez - Bianca Prada Miller
- Nadia Esmeralda Chan - Sofía Peña

## Producción
- Autor: Martín Hahn.
- Coordinador: René Dávila.
- Musicalizador: Betriks Medina.
- Producida por: Venevisión C.A.
- Jefe de Maquillaje: Luisa Marcano.
- Producción General: Romina Peña.
- Música Incidental: Daniel Espinoza.
- Escenografía: José Luis Hernández.
- Dirección de Fotografía: José Pérez.
- Dirección de Arte: Carlos Medina.
- Dirección General: Yuri Delgado.
- Producción Ejecutiva: Sandra Rioboó Rey.
- Coordinador de Arte: Themis Sánchez.
- Supervisor de Proyecto: Damarys Padilla
- Asistentes de Arte: Paola Chacón, Juan Bautista, Vicente Toro.
- Titular de Derechos de Autor de la obra original: Venevisión C.A.
- Asistentes de Producción: José Mena, Jaime García, Heiner Granados.
- Dirección de Exteriores: Dayán Coronado, Sergio Martínez, Arturo Páez.
- Maquillaje: Jesús Hichán, Jesús Flores, Zulymar Gómez, Wendy Velasco.
- Libretos de: Martín Hahn, Ana Teresa Sosa, Carolina Mata, Giuliana Rodríguez, Daniel González.
- Productores: Alexander Flores, Rosmar Molero, Juan Carlos Farfán, Geraldine Ascanio, Ronald Espinoza.
- Coordinador de Posproducción: Daniel Ruiz Quintero
- Directores de Posproducción: Freddy Medina, Jesús Remys, Carlos García, Antonio Prada, Omar Sabino, Jean Carlos Mosquera.

## Premios y nominaciones

### Premios Inter 2013
| Categoría                        | Nominado             | Resultado |
| -------------------------------- | -------------------- | --------- |
| Telenovela del año               | Mi ex me tiene ganas | Nominada  |
| Guion original                   | Martín Hahn          | Nominado  |
| Actor principal                  | Guillermo García     | Nominado  |
| Actor principal                  | Jonathan Montenegro  | Nominado  |
| Actor principal                  | Carlos Montilla      | Nominado  |
| Actriz principal                 | Daniela Alvarado     | Nominada  |
| Actriz principal                 | Norkys Batista       | Ganadora  |
| Actor de reparto                 | Rolando Padilla      | Nominado  |
| Actriz de reparto                | Carolina Perpetuo    | Nominado  |
| Actriz Revelación                | Sheryl Rubio         | Nominada  |
| Canción original para telenovela | Lilibeth Morillo     | Nominada  |
| Director Ejecutivo               | Yuri Delgado         | Nominado  |
| Escritor de telenovela'          | Martín Hahn          | Nominado  |
| Villano/a del año                | Miguel Ferrari       | Nominado  |
| Fotografía                       | José Pérez           | Nominado  |

## Banda sonora
- Amor de mis Amores de Lilibeth Morillo(Tema principal)
- La despedida de Julio César.[10] (Tema Pilar y Alonso)
- Es imposible by Matheus10 (Tema Soledad y Pablo)
- Niña Mujer de Grupo Treo (Tema Stefanny y Germán)
- Se te nota de Andrés Cepeda (Tema Miranda y Espartaco)
- Sin ti de Javier Zalez (Tema Pilar y Cornelio)